# Джессика Дрю
Женщина-Паук (англ. Spider-Woman), настоящее имя: Джессика Мириам Дрю (англ. Jessica Miriam Drew) —  супергероиня, появляющаяся в комиксах издательства Marvel Comics. Первый персонаж вселенной Marvel, использующий прозвище Женщина-паук. Дебютировала в 32 выпуске Marvel Spotlight, изданном в феврале 1977 года.
В 2009 году Джессика вступила в команду Новых Мстителей и получила собственную одноимённую серию комиксов, созданную писателем Брайаном Майклом Бендисом. После серии комиксов "Паучий мир" Деннис Хопелесс стал работать над третьей частью одноимённой серии комиксов о Женщине-Пауке.

## История публикаций
Идея создания супергероини принадлежит художнику-аниматору Стиву Дитко и писателю Стэну Ли. Женщина-паук впервые появилась в 32 выпуске серии комиксов Marvel Spotlight, а в апреле 1978 года была запущена её собственная серия комиксов — Spider-Woman. В 1978 году Стэн Ли прокомментировал появление персонажа:

Я внезапно понял, что какая-то другая компания могла бы сделать комикс с таким названием и утверждать, что у них есть право использовать это имя, и я подумал, что нам нужно стать владельцами авторского права на данное имя. Я хотел защитить имя, потому что это такая вещь, [где] кто-нибудь другой может сказать: „Эй, почему бы нам не сделать Женщину-паука; они нас не остановят“. Знаете, несколько лет назад мы сделали Чудо-человека, а [DC Comics] засудила нас, потому что у них была Чудо-женщина. Я согласился прекратить печатать истории о нём. И вдруг они делают Пауэр Гёрл [после того, как Marvel создала Пауэр Мена]. Ох, как несправедливо.
Оригинальный текст (англ.)I suddenly realized that some other company may quickly put out a book like that and claim they have the right to use the name, and I thought we'd better do it real fast to copyright the name. So we just batted one quickly, and that's exactly what happened. I wanted to protect the name, because it's the type of thing [where] someone else might say, 'Hey, why don't we put out a Spider-Woman; they can't stop us.' ... You know, years ago we brought out Wonder Man, and [DC Comics] sued us because they had Wonder Woman, and ... I said okay, I'll discontinue Wonder Man. And all of a sudden they've got Power Girl [after Marvel had introduced Power Man]. Oh, boy. How unfair.

Создателями персонажа являются Арчи Гудвин и художником Мари Северин.

## Биография

### Ранние годы
Родители Джессики ставили научные опыты по внедрению в человеческий организм генов паука. Однажды её мать во время беременности случайно попала под облучение экспериментальной установки. В итоге Джессика родилась с необычными способностями. Через некоторое время родители исчезли при невыясненных обстоятельствах, а сама героиня впала в кому, длившуюся много лет. После пробуждения, агенты «Гидра (Marvel Comics)», которые в своё время руководили исследованиями, взяли девушку к себе на воспитание. Джессике внушили, что организация ведёт борьбу за создание нового и лучшего мира. Тренировкой и подготовкой будущей Женщины-паука руководил Отто Вермис. Через некоторое время Джессика встретила Питера Паркера, который помог ей вырваться из-под контроля организации, чтобы в будущем стать частным детективом. Однако, через некоторое время, она теряет свои суперспособности и впадает в затяжную депрессию. Вновь вернувшиеся агенты «ГИДРА» предлагают вернуть ей суперспособности, в обмен на шпионаж. Девушка соглашается, но становится двойным агентом, наряду с командой «Щ.И.Т.» Практически одновременно с Гидрой к Дрю обратился Ник Фьюри, который восстановил её в качестве агента объединения, но потребовал предоставлять ему информацию о Гидре.[что?]

### Мстители
Некоторое время Джессика находилась вместе с Мэттом Мёрдоком в тюрьме для суперзлодеев «ФОРТ», на острове Райкер. Как раз в это время Электро устроил короткое замыкание, и заключённые вырвались на свободу. Помимо Женщины-паука, там находились Люк Кейдж, Капитан Америка, Железный Человек и Человек-Паук. Они смогли остановить лишь часть преступников, но большинство (42) оказалось на воле. Это происшествие поспособствовало образованию новой команды Мстителей, в которую Джессика вступила наряду с другими героями.
Новые Мстители столкнулись с Ронином, под маской которого скрывались Эхо, Саурон, Пурпур-Телепат, Войд, а также ещё несколько злодеев. Во время путешествия в Японию, куда Мстители последовали за Серебряным Самураем, Женщина-паук и её товарищи столкнулись с агентами организации «ГИДРА» и самой Мадам Гидрой, после чего героиня была захвачена. Так как у неё не было другого выхода, Джессика сама заключила с ней сделку. Она больше не могла скрывать от Мстителей свои действия и рассказала всё Капитану Америке. Свидетелями этого разговора также стали остальные участники команды.
Женщина-Паук присоединилась к Могучим Мстителям Железного человека, где некоторые члены приняли её довольно холодно.

### Тайное вторжение
Вскоре выяснилось, что агенты ГИДРЫ оказались представителями инопланетной расы скруллов, которые лишились своего мира, и решили захватить Землю с целью колонизации. Женщина-паук стала жертвой подмены; её облик использовала королева скруллов — Веранке, чтобы управлять вторжением. Она заняла место Джессики в команде Новых Мстителей. Однако участники команды смогли распознать подлог и одержать победу над инопланетными захватчиками, после чего похищенные, подменённые герои вернулись на Землю. Женщине-пауку досталось куда больше остальных: её товарищи, смотря ей в глаза, видели в ней королеву скруллов, причинившая им столько зла. Уйдя из команды, она приняла предложение Росомахи присоединиться к команде Тайных Мстителей.

### Агент М.Е.Ч.а
После похищения королевой скруллов (пришельцев, меняющих облик) героиня пытается начать новую жизнь. Лидер оборонного агентства М.Е.Ч.» Абигейл Бранд предлагает Джессике присоединиться к её организации. Джессика соглашается. Во время первой миссии в Мадрипуре она сталкивается со скруллом, принявшим облик Человека-паука и убивает его. Джессику арестовывает мадрипурская полиция. Но девушка сбегает из тюрьмы, очаровав одного из охранников феромонами[что?]. Того неожиданно убивают. Женщина-паук подозревает, что это дело рук скруллов. Она преследует убийцу, при этом полицейские гонятся за ними. Джессика добирается до крыши и замечает, что машина трансформировалась в космический корабль.[что?] Неожиданно героиня подумала что это «Щ.И.Т.», но видит Мадам Гидру. Та убивает всех полицейских поблизости, позже чего призывает Джессику присоединиться к ней, на что та вынуждена согласиться. Прибыв на базу, Мадам Гидра продолжает уговаривать её вновь вступить в их организацию. Но Женщина-паук отказывается, и антагонистка решает использовать свой тайный козырь, и приводит девушку к захваченному ими содержащего в камере Скруллу.[что?]
Джессика вступает в смертельную битву со скруллом, но во время охватившей её паники[что?] она сбегает с базы Гидры. Для поисков Женщины-Паука Норман Озборн отправляет Громовержцев — Человека-муравья, Паладина, Призрака, Палача и Чёрную вдову II. Сбежав от Громовержцев, героиня получает от агента Брэнд известие, что они засекли скрулла, на которого она охотилась. Джессика отправляется в клуб и находит его, завязывается драка. На помощь приходят Мстители — Человек-паук, Росомаха, Мисс Марвел, Капитан Америка, Пересмешница и Люк Кейдж. Благодаря им Джессика сумела одолеть скрулла, после чего вместе со Мстителями отправилась домой.

### Паучий мир и жизнь после Мстителей
Версия Джессики с Земли-616 объединилась с другими Людьми-пауками из различных вселенных в борьбе против Наследников. Питер Паркер назначает Джессику и Человека-паука Нуар охранниками своей девушки Шёлк, которая обладает сущностью Невесты, необходимой Наследникам. Трио прячется в неизвестном мире, но брат и сестра Брикс и Бора ранят нуарного Паука и девушки перемещают раненного в его родной мир. Затем Паркер посылает Джессику в Мир Наследников, чтобы та собрала информацию о противнике. Джессика заменяет свою версию из этого мира, которая является любовницей Морлана. Она получает доступ к Мастеру-ткачу и получает от него информацию, необходимую для победы над Наследниками. После победы Джессика вместе с Аней, Шёлк и Питером борется против обезумевшего Превосходного Человека-паука (разум доктора Отто Октавиуса в теле Питера Паркера), который решил уничтожить паутину судьбы, чтобы предотвратить судьбу, в которой он вынужден был отдать тело обратно Питеру Паркеру, чтобы тот спас его девушку Анну-Марию Маркони и остановил Короля Гоблинов. После всего этого Джессика возвращается в свой мир, где встречается со Мстителями и решает покинуть команду ради помощи простым гражданам. Для этого девушка организует детективное агентство, и работает в паре с Беном Урихом и бывшим преступником по прозвищу Дикобраз.

### После события Секретных Войн
В дебютном выпуске нового тома собственного комикса, выпущенного после сюжета "Secret Wars", Джессика рожает сына - Гэрри Дрю, также унаследовавший её паучьи способности, но по-прежнему исполняет должность борца с преступностью, оставляя ребёнка под заботой Дикобраза. Личность отца ребёнка неизвестна. После стычки с Хобгоблином, Джессика состоит в романтических отношениях с Дикобразом.

## Способности и экипировка
Женщина-паук обладает сверхчеловеческой силой, выносливостью, ловкостью, реакцией, а также способна прилипать к стенам и выпускать паутину. Она имеет иммунитет к ядам, наркотикам, алкоголю и химическим веществам, влияющим на метаболизм, — организм адаптируется к их воздействию и сводит вредоносный эффект на нет; похожий эффект произойдёт с газоотравлющими веществами или радиацией. Героиня может выпускать из тела заряды биоэлектричества, способные парализовать тело человека или даже убить его. Хотя его сила частично зависит от выносливости жертвы и расстояния до неё. Обычного человека может убить на расстоянии до семи с половиной метров. Джессика может использовать биоэлектрическое «жало». Используя опасный, незаметный феромон паучихи, она умеет играть с эмоциями своих врагов, соблазнять, привлекать к себе или, наоборот, отторгать, вызывая необъяснимый ужас. По стенам и прочим вертикальным поверхностям карабкается без труда. Обладает повышенными рефлексами, подобными паучьему чутью.
Помимо способностей, дарованных ей при рождении, Джессика обладает рядом других навыков: владеет несколькими стилями рукопашного боя, (бокс, каратэ и дзюдо), фехтованием, разными видами огнестрельного оружия. Способна выполнять миссии по разведке и шпионажу, имеет определённую подготовку детектива, знает несколько языков, включая немецкий, французский, испанский, португальский, корейский и русский.
При необходимости прибегает к различным приспособлениям, например, к предоставляемым ей для операций организацией «Щ.И.Т.», но в бою чаще всего предпочитает обходиться собственными силами, способностями и навыками. К тем приспособлениям, что Женщина-Паук использует постоянно, можно отнести только аэродинамические «крылья» в форме паутины на её костюме, с помощью которых она парит в воздухе.
Героиня носит ярко-красное трико, из подмышек видны паутинные крылья и жёлтые вставки, напоминающие узоры на пауках. Костюм сшит из «дышащего» материала. Маска частично закрывает лицо. После битвы с Наследниками и ухода из Мстителей, героиня меняет своё жёлто-красное трико на чёрно-красное с жёлтым символом паука. Вместо маски Джессика носит очки с жёлтой линзой и красной оправой.

## Альтернативные версии

### Век Икс
В Age of X Джессика Дрю состояла в команде Мстителей, под руководством генерала Кастала. На протяжении восьми лет она действовала как спокойный, хладнокровный убийца, следуя приказам. Когда Мстители проникают в Крепость Икс, с целью арестовать мутантов, Капитан Америка убивает Мистик, защищавшую детей-мутантов. После гибели Железного Человека, команда перестала подчиняться Касталу, и тот отправил Халка со взрывным устройством с тем, чтобы уничтожить мутантов. Когда Халк убил Невидимую Леди, Джессика использовала перчатку покойного Железного Человека, чтобы активировать взрывное устройство, убив Беннера. Для этого ей пришлось пожертвовать жизнью.

### Marvel Adventures Spider-Man
Джессика Дрю появилась в 52 выпуске комикса. Она — внештатный агент, которая прибыла в школу Питера как преподаватель. Во время занятия она обнаружила у Питера Паркера вместо доклада по биологии планы организации Гидры.

### Marvel Zombies
Женщина-паук была одной из оставшихся неинфицированных супергероев, собранных Ником Фьюри. Он проинформировал их о бедственном положении. Женщина-паук и другие выжившие были отправлены в Нью-Йорк, чтобы бороться с зомби, но в 23 номере комикса Ultimate Фантастическая Четвёрка было замечено, что персонаж стала одной из них.

### День М
В 1931 году Джессика была отравлена и была в анабиозе, пока не было найдено лекарство. Однако, когда сыворотка была разработана, Джессика проснулась в мире мутантов, где весь мир находится под контролем Магнето. Героиня обнаружила, что она была завербована в «Щ.И.Т.», который позже и возглавила. Вместе с Мистик, Ночным Змеем, Жабой и Шельмой преследовала Росомаху. Реальность о Доме М наконец рассыпалась, когда девушка по имени Лайла Миллер обнаружила, что имеет возможность восстановить воспоминания. Затем реальность возвращается к прежней, однако Женщина-паук помнила об этих событиях.

### Что если бы?
В версии «What If…?» Джессика преуспела в своей миссии — убийстве Ника Фьюри. Она вернулась в штаб-квартиру под названием ГИДРА, но её преследовали агенты Щ.И.Т. и их лидер Валентина Аллегра де Фонтен. В данной версии девушка известна как Арахна и становится суперзлодейкой.

### MC2
Джессика Дрю перестала быть Женщиной-пауком и ушла из рядов супергероев, она вышла замуж и родила мальчика — Гарольда Дрю. Однако от радиоактивной крови героини у сына появилось тяжёлое заболевание. Джессика попыталась использовать ту же генетическую сыворотку, что и её отец, чтобы спасти сына. После введения сыворотки, Гарольд смог выздороветь, но её муж обвинял её в болезни сына и развёлся с ней. Вскоре Джессика обнаружила паучьи способности своего сына, последний решил использовать свои силы, чтобы стать Человеком-пауком. Его напарником и другом была Девушка-паук. Однако полностью от болезни Гарри не излечился, его тело постепенно ослабевало. Джессика попросила Питера Паркера убедить её сына отказаться от карьеры Человека-паука и постараться найти лекарство.

### Паучий мир
На Земле-001 Джессика является одной из слуг Наследников и любовницей Морлана, после того как те захватили её мир. Позже она сталкивается со своей версии из Земли-616, которая оглушает и занимает её место, чтобы выяснить информацию о Наследниках. Вскоре она снова сталкивается с Дрю из Земли-616, как одной из пиратов Нэмора. После поражения Наследников, она по просьбе её версии становится лидером города Земли-001.

### Ultimate Marvel
В Ultimate Marvel Доктор Осьминог создаёт клона Человека-Паука женского пола, которая берёт себе прозвище «Женщина-Паук» и имя «Джессика Дрю». Состоит вначале в организации «Щ. И. Т.», «Алтимейтс» а затем в «Новейшие Алтимейтс» уже под прозвищем «Чёрная Вдова». Как клон Человека-Паука, обладает всеми его паучьими способностями, однако в отличие от Питера Паркера, у девушки органическая паутина, которую она выпускает из кончиков пальцев.

## Прочие
Джессика Дрю заняла 54 место в списке «100 самых сексуальных героинь комиксов» по версии Comics Buyer’s Guide.

## Вне комиксов

### Телевидение
- Джессика Дрю является главной героиней мультсериала «Женщина-паук» (1979), который транслировался телеканалом ABC и созданный компаниями DePatie-Freleng Enterprises и Marvel Comics Animation. По сюжету мультфильма ещё в детстве Джессика Дрю была укушена ядовитым пауком и оказалась на грани смерти, но её отец — крупный учёный, с помощью экспериментальной сыворотки, возвращает её к жизни, но неожиданно обнаруживает в себе сверхспособности. Она наделена сверхчеловеческой силой, ловкостью и выносливостью; может летать, прилипать к стенам и потолку, а также стрелять энергетическими зарядами, оглушающими противников. Джессика быстро вырабатывает иммунитет к любым ядам и полностью неуязвима для радиации. Её тело выделяет особые феромоны, которые вызывают симпатию к Джессике у всех мужчин, находящихся неподалёку. Во взрослой жизни героиня стала журналисткой, занимающейся криминальными новостями. Это даёт ей информацию, которую, как и свои сверхспособности, использует для борьбы с преступностью.
- В телесериале ''Once a Hero''[англ.] главный герой возвращается на Землю и среди встречающих присутствует девушка, одетая в костюм Джессики Дрю.
- В скетч-шоу Saturday Night Live, в эпизоде «Superhero Party», показанный в марте 1979 года, Джессика Дрю появилась вместе с несколькими супергероями «Marvel».
- Женщина паук Джессика Дрю появляется в мультсериале: Женщина Паук: Агент М.Е.Ч.а.

### Фильмы

#### Spider-Verse
- Имя Джессики Дрю упоминается в анимационном фильме «Человек-паук: Через вселенные», оно есть в списке контактов телефона Майлза Моралеса.
- Исса Рэй озвучила Джессику Дрю / Женщину-паука в анимационном фильме «Человек-паук: Паутина вселенных».
- Джессика Дрю / Женщина-паук появится в спин-оффе «Женщины-пауки»[8].

#### Вселенная Человека-паука от Sony
Sony разрабатывает фильм «Женщина-паук», который будет посвящён Джессике Дрю. Режиссёром выступит Оливия Уайлд, Кэти Зильберман напишет сценарий а Эми Паскаль продюсирует фильм.

### Видеоигры
- В качестве агента «Щ.И.Т.» Джессика Дрю появилась в игре Marvel: Ultimate Alliance, где её озвучила Таисия Валенса[источник не указан 4478 дней].
- В видеоигре Spider-Man: Web of Shadows Джессику Дрю озвучила Мэри Элизабет Макглин.[источник не указан 4422 дня]
- В игре Marvel: Ultimate Alliance 2 персонажа озвучила Элизабет Дейли[9]. По сюжету, Джессика помогает Капитану Америке в борьбе против закона о регистрации супергероев.
- В игре Spider-Man: Shattered Dimensions была сноска на Женщину-паука. При схватке Ультимативного Человека-паука с Дэдпулом, наёмник спрашивает: «Это правда, что у тебя есть клон с твоими мозгами, но заточённый в теле девушки?»
- Является игровым персонажем в онлайн-игре Marvel Super Hero Squad Online.
- В игре Spider-Man Unlimited за исключением оригинальной Джессики, присутствует Ультимативная Джессика Дрю, как и в Земле 1610 является клоном Питера Паркера. Также в этой игре ею можно играть в образе Чёрной Вдовы. Её озвучила Лора Бэйли.
- Является играбельным персонажем в Lego Marvel Super Heroes и Lego Marvel Super Heroes 2.

## Другое
- Джессика Дрю оказалась в числе десяти персонажей «Marvel», выбранных для печати на памятных почтовых марках в 2007 году[10].
- Было выпущено несколько анимированных комиксов, адаптирующие серию журналов, созданных Брайаном Майклом Бендисом. В данных выпусках Джессика имеет британский акцент и её озвучивает Николетт Рид[11].